# Cavalcature degli Æsir
Nella mitologia norrena, ognuno degli Æsir aveva una cavalcatura, solitamente un cavallo, che usava per recarsi ogni giorno al frassino Yggdrasill per tenere consiglio con gli altri dèi. Queste cavalcature sono citate sia nel Grímnismál che nel Gylfaginning. Tuttavia in entrambi i poemi, non è specificato a quale divinità appartenga ogni singolo animale:
La prima parte dell'Edda in prosa di Snorri Sturluson, il Gylfaginning recita:
(Snorri Sturluson - Edda in prosa)

## Le cavalcature

### Sleipnir
Sleipnir è il cavallo di Odino.

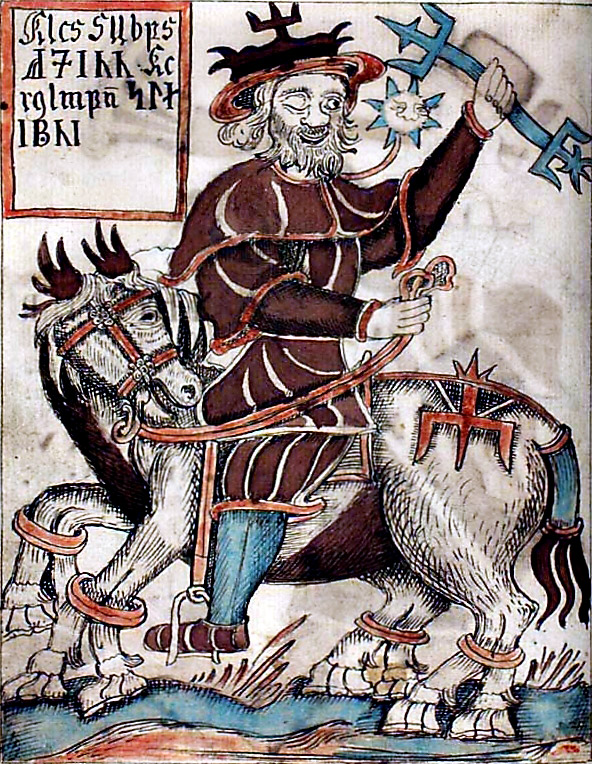
Odino in sella a Sleipnir.

Di color grigio, dotato di otto zampe, è il migliore cavallo che esista, il più veloce, in grado di cavalcare il cielo e le acque, e anche lungo gli altri mondi. Il suo nome significa "colui che scivola rapidamente".
Secondo alcune fonti Sleipnir porta delle rune incise sui denti.

### Skínfaxi e Hrímfaxi
Skínfaxi e Hrímfaxi sono i cavalli di Dagr (giorno) e Nótt (notte), il primo illumina la terra con la sua criniera, mentre il secondo con la sua bava forma la rugiada.

### Árvakr e Alsviðr
Árvakr e Alsviðr sono i cavalli che tirano il carro di Sól, la dea del Sole.

### Blóðughófi
Blóðughófi era il cavallo di Freyr.
Nello Skírnismál, Freyr dà a Skírnir un cavallo capace di correre attraverso il fuoco per andare nello Jǫtunheimr per fare la corte a Gerðr. Non viene detto il nome del cavallo ma è presumibile che si tratti di Blóðughófi.